# Bruno Orešar
Bruno Orešar (* 21. April 1967 in Zagreb) ist ein ehemaliger kroatischer Tennisspieler und heutiger Unternehmer.

## Leben
Orešar war mehrfacher jugoslawischer Jugendmeister in verschiedenen Altersgruppen und gewann dreimal den Orange Bowl, 1982 durch einen Sieg über Boris Becker. Er besuchte das Washington & Jefferson College in der Nähe von Pittsburgh, Pennsylvania,  und stand 1984 im Viertelfinale des Juniorenturniers der US Open.
1985 gewann er in Ostende sein erstes Challenger-Turnier und stand im Halbfinale des ATP-Turniers von Boston. 1987 und 1988 gewann er weitere Challenger-Titel. 1988 stand er in seinem ersten ATP-Finale, in Athen unterlag er Horst Skoff. Im selben Jahr unterlag er im Doppelfinale von Boston an der Seite von Jaime Yzaga der Paarung aus Jorge Lozano und Todd Witsken. Seine zweite und letzte Finalteilnahme auf der World Tour hatte er 1989 bei den Swedish Open, dort unterlag er Paolo Canè glatt in zwei Sätzen. Seine höchste Notierung in der Tennisweltrangliste erreichte er 1989 mit Position 46 im Einzel sowie 1989 mit Position 107 im Doppel. Bei Grand-Slam-Turnieren kam er nie über die zweite Runde hinaus. In der Doppelkonkurrenz kam er nur 1984 zu einem Einsatz bei den French Open.
Orešar spielte zwischen 1984 und 1989 13 Einzelpartien sowie ein Doppelmatch für die jugoslawische Davis-Cup-Mannschaft. Im Viertelfinale der Weltgruppe 1988 machte er durch seinen Einzelsieg gegen den Italiener Francesco Cancellotti den entscheidenden Punkt zum Einzug ins Halbfinale. In der Halbfinalbegegnung gegen Deutschland kam er nicht zum Einsatz, an seiner Stelle spielte Goran Ivanišević.
Nach seiner aktiven Karriere war Orešar als Geschäftsmann tätig.

## Erfolge
| Legende                       |
| Grand Slam                    |
| Tennis Masters Cup            |
| ATP Masters Series            |
| ATP International Series Gold |
| ATP International Series      |
| ATP Challenger Series (5)     |

### Einzel

#### Turniersiege
| Nr. | Datum             | Turnier          | Belag | Finalgegner            | Ergebnis      |
| --- | ----------------- | ---------------- | ----- | ---------------------- | ------------- |
| 1.  | 18. August 1985   | Ostende          | Sand  | Juan Antonio Rodríguez | 6:4, 7:6      |
| 2.  | 5. Juli 1987      | Clermont-Ferrand | Sand  | Libor Pimek            | 6:2, 6:4      |
| 3.  | 15. Mai 1988      | Salzburg         | Sand  | Damir Keretic          | 6:2, 2:6, 6:2 |
| 4.  | 18. Juni 1989     | Saragossa        | Sand  | Francisco Roig         | 6:4, 6:1      |
| 5.  | 9. September 1990 | Venedig          | Sand  | Andrei Olchowski       | 6:3, 6:3      |

#### Finalteilnahmen
| Nr. | Datum         | Turnier | Belag | Finalgegner | Ergebnis      |
| --- | ------------- | ------- | ----- | ----------- | ------------- |
| 1.  | 13. Juni 1988 | Athen   | Sand  | Horst Skoff | 3:6, 6:2, 2:6 |
| 2.  | 31. Juli 1989 | Båstad  | Sand  | Paolo Canè  | 6:7, 6:7      |

### Doppel

#### Finalteilnahmen
| Nr. | Datum         | Turnier | Belag | Partner     | Finalgegner               | Ergebnis |
| --- | ------------- | ------- | ----- | ----------- | ------------------------- | -------- |
| 1.  | 10. Juli 1988 | Boston  | Sand  | Jaime Yzaga | Jorge Lozano Todd Witsken | 2:6, 5:7 |